# 黄叶耳草
黄叶耳草（学名：Hedyotis xanthochroa）为茜草科耳草属下的一个种。

## 扩展阅读
- 維基物種上的相關：黄叶耳草